# De Zwaan (restaurant)
De Zwaan was een restaurant gevestigd in Etten-Leur in de Nederlandse provincie Noord-Brabant. Het was een fine dining-restaurant dat van 1994 tot en met 2020 in het bezit was van een Michelinster. Gault Millau waardeerde het restaurant met 16 van de 20 punten. De chef van De Zwaan was Carlo Chantrel. Eerder chefs waren onder andere John Jansen (1991).
De Zwaan was lid en een van de oprichters van Alliance Gastronomique Néerlandaise.
Het restaurant vierde zijn 50e verjaardag in 2007. Onderdeel van de feestelijkheden was onder andere het koken door andere beroemde chefs Jonnie Boer, Ron Blauw, Lucas Rive and Marc van Gulick.
Het restaurant was opgericht door Ad Peijnenburg, vader van de latere eigenaar Roland Peijnenburg en lid van de familie die eigenaar was van ontbijtkoekfabriek Koninklijke Peijnenburg B.V. De overname was gepland voor einde 1991. Door het plotseling overlijden van zijn vader nam hij het restaurant eerder over dan gepland.
In 2009 startte restaurant De Zwaan een bistro in het zelfde pand. De bistro heette Het Lelijke Eendje. In 2020 werd het restaurant overgenomen door chef Carlo Chantrel en maître-sommelier Mariëlle Vink. Zij gaven het restaurant de nieuwe naam Tilia.
Het gebouw waarin het restaurant gevestigd was is een rijksmonument.